# Президент на Италия
Президентът на Италианската република (на италиански: Presidente della Repubblica Italiana) е държавен глава на Италия и представя народното съединение, както е постановено в Италианската конституция. Той се избира чрез тайно гласуване от страна на парламента и на представителите на регионите, и има 7-годишен мандат (наречен „президентски мандат“).
Италианската конституция постановява, че всеки италиански гражданин (мъж или жена), навършил петдесет години и който има всички граждански и политически права, може да бъде избран. Жена не е била избирана за президент на Италия.
Седалището на Президента на Италия е дворецът Квиринал в Рим. Той може да избере и да не живее там, като бившите президенти Сандро Пертини, Франческо Косига и Оскар Луиджи Скалфаро.
Сегашният и 12-и президент на Италия е Серджо Матарела.

## Роля на президента
Италианската конституция установява президентските права и задължения. Тъй като Италия е парламентарна република, президентът ѝ има ограничени политически правомощия, за разлика от Министерски съвет (орган на изпълнителната власт) и парламента (орган на законодателната власт).
Според конституцията президентът:
- приема дипломатически функционери
- ратифицира международни договори, след утвърждаването им от парламента
- посещава официално чужди страни
- обявява война, след като парламентът вземе решение за това
- може да назначава пет пожизнени сенатори
- изпраща послания на парламента
- свиква или събира парламента
- разпуска парламента след края на мандата на правителството, с изключение на последните месеци на своя мандат (бял семестър)
- насрочва нови избори и определя първото събиране на новия парламент
- разрешава представянето на правителствени законопроекти в парламента
- утвърждава приетите в парламента закони
- връща на парламента неутвърдените закони с мотивировка и дава възможност на парламентаристите да ги преразгледат (ако парламентът приеме отново закона, президентът трябва да го обнародва)
- насрочва референдумите и утвърждава резултатите
- назначава нов президент на Министерски съвет (Министър-председател) след изборите
- по предложение на новия министър-председател назначава министрите в новото правителство
- приема правителствената клетва или оставка
- обнародва административни правителствени протоколи
- председателства Върховния защѝтен съвет (Consiglio Supremo di Difesa – CSD) и задържа (недействителни) заповеди на военните сили
- заповядва разпускането на регионалните съвети и оставките на регионалните президенти
- председателства Върховния магистратурен съвет (Consiglio Superiore della Magistratura – CSM)
- помилва затворници и заменя наказания.

## Президентски мандат
Освен установения си 7-годишен срок, президентският мандат може да се прекъсва заради:
- доброволна оставка
- смърт
- сериозна болест
- отстраняване, в случай че президентът е виновен за предателство към държавата или посегателство върху конституцията.

### Заслужил президент
Бившите президенти на Италия се определят за „Заслужили Президенти на Италианската република“, и, с изключение на отказ, стават пожизнени сенатори.

## Президенти на Италия
| №  | Снимка | Име (роден-починал)                 | Мандатът започва          | Мандатът свършва             |
| -- | ------ | ----------------------------------- | ------------------------- | ---------------------------- |
| 1  |        | Енрико Де Никола (1877 – 1959)      | 1 януари 1948             | 12 май 1948                  |
| 2  |        | Луиджи Ейнауди (1874 – 1961)        | 1 май 1948                | 11 май 1955                  |
| 3  |        | Джовани Гронки (1887 – 1978)        | 11 май 1955               | 11 май 1962                  |
| 4  |        | Антонио Сени (1891 – 1972)          | 11 май 1962               | 6 декември 1964              |
| 5  |        | Джузепе Сарагат (1898 – 1988)       | 29 декември 1964          | 29 декември 1971             |
| 6  |        | Джовани Леоне (1908 – 2001)         | 29 декември 1971          | 15 юни 1978                  |
| 7  |        | Сандро Пертини (1896 – 1990)        | 9 юли 1978                | 29 юни 1985                  |
| 8  |        | Франческо Косига (1928 – 2010)      | 3 юли 1985                | 28 април 1992                |
| 9  |        | Оскар Луиджи Скалфаро (1918 – 2012) | 28 май 1992               | 15 май 1999                  |
| 10 |        | Карло Адзельо Чампи (1920 – 2016)   | 18 май 1999               | 15 май 2006                  |
| 11 |        | Джорджо Наполитано (1925 – 2023)    | 15 май 2006 22 април 2013 | 22 април 2013 14 януари 2015 |
| 12 |        | Серджо Матарела (1941 – )           | 3 февруари 2015           | -                            |